# Stahlwasserbau
Der Stahlwasserbau umfasst Teilgebiete des Stahlbaus, der Steuerungs- und Regelungstechnik, sowie des Maschinenbaus unter Verwendung von Berechnungsverfahren aus der Statik, der Hydrostatik, der Hydrodynamik der Mechanik und der Werkstoffkunde.
Unter Stahlwasserbauten werden im Wesentlichen bewegliche Verschlusskonstruktionen für absperrbare Öffnungen verstanden:
- Grundablässe von Talsperren,
- Wehrverschlüsse, Sperrwerksverschlüsse
- Schleusentore, Docktore u. a.

Im engeren Sinne unterscheidet man
- Verschlussvorrichtungen ohne Gehäuse:
  - Tafelschütz, Rollschütz, Zylinderschütz, Klappe u. a. und
- Verschlussvorrichtungen mit Gehäuse:
  - Kegelstrahlschieber, Ringkolbenschieber, Drosselklappe u. a.

Schiffshebewerke und Kanalbrücken gehören in ihrer Gesamtstruktur zum Stahlwasserbau.
Weiterhin Schwimmdocks, Schiffsaufschleppen, Hellinge.
Darüber hinaus Druckrohrleitungen für Wasserkraftanlagen.